# Châtelaillon-Plage
Châtelaillon-Plage és un municipi francès situat al departament del Charente Marítim i a la regió de la Nova Aquitània. L'any 2007 tenia 5.959 habitants.

## Demografia

### Població
El 2007 la població de fet de Châtelaillon-Plage era de 5.959 persones. Hi havia 2.852 famílies de les quals 1.056 eren unipersonals (340 homes vivint sols i 716 dones vivint soles), 1.044 parelles sense fills, 528 parelles amb fills i 224 famílies monoparentals amb fills.
La població ha evolucionat segons el següent gràfic:
Habitants censats

### Habitatges
El 2007 hi havia 4.681 habitatges, 2.914 eren l'habitatge principal de la família, 1.487 eren segones residències i 280 estaven desocupats. 3.547 eren cases i 1.051 eren apartaments. Dels 2.914 habitatges principals, 1.871 estaven ocupats pels seus propietaris, 963 estaven llogats i ocupats pels llogaters i 80 estaven cedits a títol gratuït; 161 tenien una cambra, 344 en tenien dues, 682 en tenien tres, 777 en tenien quatre i 950 en tenien cinc o més. 2.027 habitatges disposaven pel capbaix d'una plaça de pàrquing. A 1.525 habitatges hi havia un automòbil i a 894 n'hi havia dos o més.

### Piràmide de població
La piràmide de població per edats i sexe el 2009 era:
| Homes | Edats   | Dones |
| ----- | ------- | ----- |
| 1     | 95 o +  | 8     |
| 21    | 90 a 94 | 42    |
| 44    | 85 a 89 | 86    |
| 58    | 80 a 84 | 82    |
| 132   | 75 a 79 | 228   |
| 191   | 70 a 74 | 227   |
| 169   | 65 a 69 | 195   |
| 134   | 60 a 64 | 131   |
| 124   | 55 a 59 | 167   |
| 209   | 50 a 54 | 196   |
| 182   | 45 a 49 | 224   |
| 172   | 40 a 44 | 188   |
| 175   | 35 a 39 | 168   |
| 160   | 30 a 34 | 167   |
| 183   | 25 a 29 | 154   |
| 200   | 20 a 24 | 162   |
| 215   | 15 a 19 | 138   |
| 183   | 10 a 14 | 158   |
| 113   | 5 a 9   | 140   |
| 70    | 0 a 4   | 102   |

## Economia

### Salaris i ocupació
El 2007 el salari net horari mitjà era 12 €/h en el cas dels alts càrrecs era de 22,8 €/h
(25,1 €/h els homes i 17,9 €/h les dones), el dels professionals intermedis 13 €/h (14 €/
h els homes i 12 les dones), el dels empleats 8,7 €/h (9,1 €/h els homes i 8,7 €/h les
dones) i el dels obrers 8,8 €/h (9,3 €/h els homes i 6,2 €/h les dones).
El 2007 la població en edat de treballar era de 3.565 persones, 2.503 eren actives i 1.062 eren inactives. De les 2.503 persones actives 2.179 estaven ocupades (1.110 homes i 1.069 dones) i 324 estaven aturades (139 homes i 185 dones). De les 1.062 persones inactives 530 estaven jubilades, 258 estaven estudiant i 274 estaven classificades com a «altres inactius».

### Ingressos
El 2009 a Châtelaillon-Plage hi havia 2.914 unitats fiscals que integraven 5.903 persones, la mediana anual d'ingressos fiscals per persona era de 19.652 €.

### Activitats econòmiques
Dels 373 establiments que hi havia el 2007, 2 eren d'empreses extractives, 12 d'empreses alimentàries, 1 d'una empresa de fabricació de material elèctric, 11 d'empreses de fabricació d'altres productes industrials, 30 d'empreses de construcció, 72 d'empreses de comerç i reparació d'automòbils, 6 d'empreses de transport, 54 d'empreses d'hostatgeria i restauració, 3 d'empreses d'informació i comunicació, 27 d'empreses financeres, 30 d'empreses immobiliàries, 45 d'empreses de serveis, 52 d'entitats de l'administració pública i 28 d'empreses classificades com a «altres activitats de serveis».
Dels 90 establiments de servei als particulars que hi havia el 2009, 1 era una gendarmeria, 1 oficina de correu, 9 oficines bancàries, 1 taller de reparació d'automòbils i de material agrícola, 1 autoescola, 4 paletes, 3 guixaires pintors, 5 fusteries, 6 lampisteries, 3 electricistes, 1 empresa de construcció, 9 perruqueries, 1 veterinari, 27 restaurants, 13 agències immobiliàries, 3 tintoreries i 2 salons de bellesa.
Dels 44 establiments comercials que hi havia el 2009, 1 era un supermercat, 1 una botiga de menys de 120 m², 7 fleques, 5 carnisseries, 3 peixateries, 2 llibreries, 8 botigues de roba, 3 botigues d'equipament de la llar, 1 una sabateria, 1 una botiga de mobles, 3 botigues de material esportiu, 2 joieries i 7 floristeries.
L'any 2000 a Châtelaillon-Plage hi havia 4 explotacions agrícoles.

## Equipaments sanitaris i escolars
El 2009 hi havia 3 farmàcies i 1 ambulància.
El 2009 hi havia 2 escoles maternals i 3 escoles elementals. Châtelaillon-Plage disposava d'un col·legi d'educació secundària amb 564 alumnes.

## Poblacions més properes
El següent diagrama mostra les poblacions més properes.